# Eucrate (zoologia)
Eucrate De Haan, 1835 è un genere di crostacei decapodi della famiglia Euryplacidae.

## Tassonomia
Il genere comprende le seguenti specie:
- Eucrate alcocki Serène, in Serène & Lohavanijaya, 1973
- Eucrate crenata (De Haan, 1835)
- Eucrate dorsalis (White, 1849)
- Eucrate formosensis Sakai, 1974
- Eucrate indica Castro & Ng, 2010
- Eucrate laevimanus (Lucas, in Jacquinot & Lucas, 1853)
- Eucrate laevis (Borradaile, 1903)
- Eucrate sexdentata Haswell, 1881
- Eucrate solaris Yang & Sun, 1979
- Eucrate sulcatifrons (Stimpson, 1858)
- Eucrate tripunctata Campbell, 1969